# Pačetin
Pačetin (serb. Пачетин)– wieś w Chorwacji, w żupanii vukowarsko-srijemskiej, w gminie Trpinja. W 2011 roku liczyła 541 mieszkańców.